# Claudia Valentina
Claudia Valentina (* 2001 in Guernsey) ist eine britische Sängerin.

## Leben
Claudia Valentina wuchs auf der britischen Kanalinsel Guernsey auf. Schon früh orientierte sie sich künstlerisch und besuchte verschiedene Bühnenschulen. Sie interessierte sich sehr für Gesang, Tanz und Theater und nahm erstmals 2011 bei Dance World Cup  im Disneyland Paris teil, wo sie mit ihrer Gruppe Gold gewann. Es folgten Auftritte im Londoner West End, unter anderem als Judy Hope im Musical Billy Elliot. Mit 13 Jahren zog sie mit ihrer Mutter nach Los Angeles, wo sie weiterhin als Darstellerin und Tänzerin arbeitete. Daneben versuchte sie Fuß als Popsängerin zu fassen und arbeitete mit Songwritern wie Johan Carlsson, Matt Squire und Ross Golan zusammen.
Sie kehrte nach London zurück und arbeitete dort mit Produzent David Stewart und Songwriterin Jessica Agombar an ihrer Debüt-EP, die 2020 über die Universal Music Group erschien. 2021 erschien ihre Single C’est La Vie.
2022 war sie als Featuring auf dem Song High des deutschen Rappers Cro vertreten. Das Lied erreichte Platz 24 der deutschen und Platz 64 der Schweizer Charts.

## Diskografie

### EPs
- 2020: Claudia Valentina

### Singles
- 2020: Seven
- 2020: Obsessed
- 2021: C’est La Vie
- 2022: Extra Agenda
- 2022: Sweat
- 2024: D&G
- 2024: Diamonds On My Teeth
- 2025: When I'm High
- 2025: Cry Them Dry
- 2025: Candy

### Gastbeiträge
- 2022: Cro – High